# Václav Girsa
Václav Girsa (ur. 28 listopada 1875 w Szepetówce, zm. 23 czerwca 1954 w Pradze) – czeski lekarz i dyplomata, wiceminister spraw zagranicznych, poseł Czechosłowacji w Polsce, na Łotwie, w Estonii, Finlandii i Jugosławii.

## Życiorys
Urodził się w rodzinie czeskich kolonistów na Wołyniu. Z zawodu był lekarzem, wykształcenie medyczne uzyskał w Pradze. Od 1911 pracował jako dyrektor oddziału chirurgicznego szpitala w Kijowie. W czasie I wojny światowej działał na rzecz społeczności czeskiej w Rosji, nawiązał jednocześnie kontakt z Czechosłowacką Radą Narodową w Paryżu. W 1918 wraz z Legionem Czechosłowackim znalazł się na Syberii. W latach 1919–1920 był przedstawicielem dyplomatycznym Czechosłowacji na Dalekim Wschodzie. Od 1921 do 1927 pełnił funkcję wiceministra spraw zagranicznych niepodległego państwa czechosłowackiego, odpowiadał za politykę wschodnią, w tym za akcję pomocy dla Rosji. Przyczynił się do powołania w Pradze Instytutu Słowiańskiego. W 1927 został mianowany posłem Czechosłowacji w Polsce, którym pozostał do 1935. Przez ten okres był również przedstawicielem Czechosłowacji w Finlandii rezydującym w Warszawie (do 1934), a także na Łotwie i w Estonii. Zachował krytyczny stosunek do polskich władz i polityki zagranicznej Józefa Becka. W latach 1935–1938 pełnił misję posła nadzwyczajnego i ministra pełnomocnego w Jugosławii.
Podczas II wojny światowej działał w ruchu oporu. Po wprowadzeniu nowego ustroju w Czechosłowacji w 1948 nie angażował się w działalność publiczną.
Jego starszy brat Jozef (ur. 1874) był posłem Czechosłowacji w Związku Sowieckim.